# Condado de Mesa
El condado de Mesa es un condado del estado de Colorado, Estados Unidos. Tiene una población estimada, a mediados de 2022, de 158 636 habitantes.
La sede del condado es Grand Junction.

## Geografía
Según la Oficina del Censo, el condado tiene una superficie total de 8650 km², de los cuales 8620 km² corresponden a tierra firme y 30 km² están cubiertos de agua.

### Condados adyacentes
- Condado de Garfield - norte
- Condado de Pitkin - este
- Condado de Gunnison - este
- Condado de Delta - sureste
- Condado de Montrose - sur
- Condado de Grand (Utah) - oeste

## Demografía
Según el censo de 2000, los ingresos medios de los hogares del condado eran de $35 864 y los ingresos medios de las familias eran de $43 009. Los hombres tenían ingresos per cápita por $32 316 frente a los $22 374 que percibían las mujeres. Los ingresos per cápita para el condado eran de $18 715. Alrededor del 10.20% de la población estaba bajo la línea de pobreza nacional.
De acuerdo con la estimación 2018-2022 de la Oficina del Censo, los ingresos medios de los hogares del condado son de $70 711 y los ingresos medios de las familias son de $81 358. Alrededor del 10.3% de la población está bajo la línea de pobreza nacional.

## Comunidades
- Carpenter
- Clifton
- Collbran
- De Beque
- Fruita
- Fruitvale
- Gateway
- Grand Junction
- Loma
- Mack
- Mesa
- Orchard Mesa
- Palisade
- Redlands
- Whitewater